# Sinocalycanthus
Sinocalycanthus es un género con dos especies de plantas de la familia Calycanthaceae. 

## Especies seleccionadas
- Sinocalycanthus chinensis
- Sinocalycanthus sinensis

- Datos: Q10371946
- Multimedia: Calycanthus / Q10371946
- Especies: Sinocalycanthus